# Осада Милана (1037)
Осада Милана (ит. Assedio di Milano) — эпизод борьбы миланцев, верных архиепископу Ариберту, против императора Священной Римской империи Конрада II и его итальянских союзников, произошедший в мае 1037 года.

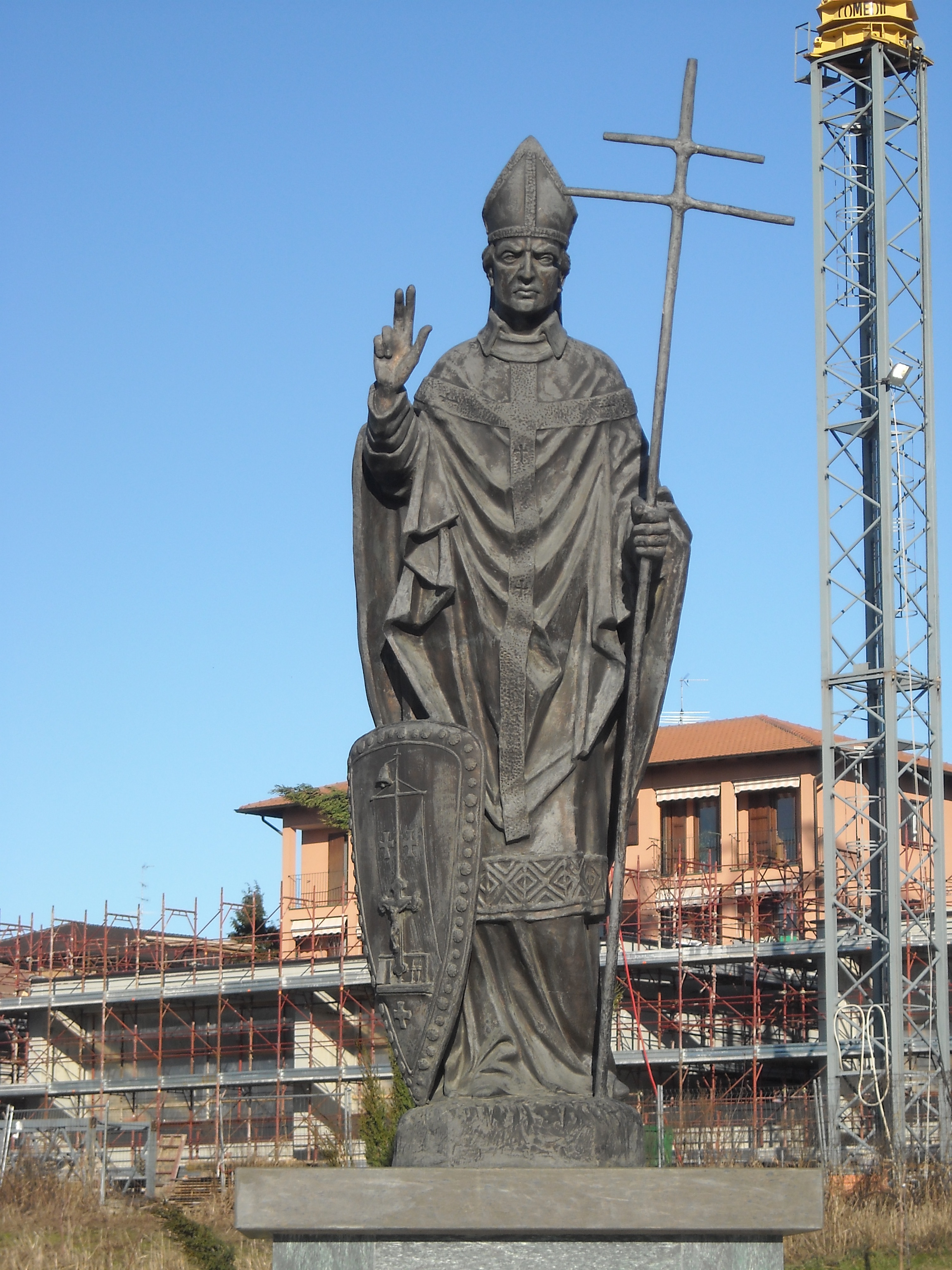
Памятник архиепископу Ариберту

## Предыстория
Император Священной Римской империи и король Италии Конрад II раздавал духовные должности тем лицам, которых хотел наградить и на помощь которых мог надеяться. Вследствие стремления миланского архиепископа Ариберта к усилению своей власти над городом, Конрад в 1036 году вторично явился в Италию для разрешения спора между ним и североитальянским дворянством, и велел на сейме в Павии арестовать архиепископа. Затем Конрад заключил Ариберта в тюрьму в Пьяченце, но последний, после двух месяцев заключения, сбежал, напоив стражников, и вернулся в Милан. Тогда император решил применить силу против этого города. В течение нескольких месяцев после бегства Ариберта и до осады миланцы посвятили себя улучшению обороны замков вокруг города и в самом Милане.

## Ход осады
Захватив замок Ландриано, Конрад направился в Милан и разбил лагерь в трех милях от стен к югу от города, недалеко от Веттаббии. Здесь он отдохнул с войском два дня, а на третий приказал своим людям атаковать все ворота города одновременно, чтобы разделить силы защитников, и захватить его штурмом. Миланцы ответили вылазкой из Порта Романа, столкнувшись с имперцами у триумфальной арки. По словам Ландульфа Миланского, защитники, стоявшие над аркой, помимо стрельбы дротиками по врагу, также использовали большие железные крюки для зацепления вражеских солдат. Тем временем капитаны, защищавшие башни, отправили резервные войска в места, где городские ополченцы были в беде.
19 мая Конрад отдал приказ о новом генеральном штурме, отправив итальянских союзников на левый фланг и немцев на правый. На этот раз большая часть миланских ополченцев вышла за стены и дала бой перед городом. Несколько немецких и итальянских дворян погибли в столкновении. Ни одна из сторон не одержала победы, и в конце концов противники были вынуждены отступить на первоначальные позиции. 
В последующие дни произошла серия небольших столкновений между пехотой и кавалерией, в которых отличился отряд из ста миланских рыцарей. В одной из таких стычек столкнулась группа миланцев и немцев, которые, сломав копья и мечи, стали биться голыми руками. Виконт Висконти убил Байгерия, баварского рыцаря, известного своей силой, ударом в подбородок, а затем обезглавил его. Затем тело последнего было разорвано на куски миланцами, которые повесили его внутренности у ворот города. Гибель Байгерия привело к бегству других. 

## Результаты
28 мая, осознав безрезультатность осады, Конрад отдал приказ разграбить и сжечь предместья Милана, а затем отступить. В этот же день в Кремоне император издал указ, к которому стремились дворяне, первоначально выступавшие против Ариберта, согласно которому они получили право на неотчуждаемость и наследственность своих земель и титулов. Попытка же при помощи папы Бенедикта IX сместить Ариберта с поста миланского архиепископа провалилась, натолкнувшись на сопротивление епископов и миланцев.